# بخش اسیر
بخش اسیر یکی از بخش‌های شهرستان مهر در استان فارس ایران است.

## موقعیت جغرافیایی
در حدود ۳۰۰ کیلومتری جنوب مرکز استان فارس واقع شده‌است. این بخش از طرف جنوب غربی به شهرستان جم از طرف جنوب شرقی به بخش گله‌دار و از طرف شمال به بخش علامرودشت در شهرستان لامرد و شهرستان‌های خنج و فراشبند، از طرف جنوب به شهرستان عسلویه محدود می‌شود. این بخش به عنوان بزرگترین بخش با بیش از پنجاه آبادی، قطب کشاورزی شهرستان مهر و دارای آبشارها و مناطق دیدنی و جلوه‌های زیبای طبیعی است.

## تقسیمات
این بخش دارای دو دهستان مرکزی و دشت لاله می‌باشد. مرکز این بخش شهر اسیر می‌باشد.
- بخش اسیر
  - دهستان اسیر
  - دهستان دشت لاله

شهر : اسیر

## منبع
- بخشایش، محمد نور، (دیوان محیا) ، ناشر: شرکت انتشارات جهان معاصر، تهران: چاپ اول، ۱۳۷۳ خورشیدی.